# Jaro Slávik
Jaroslav Slávik, též Jaro Slávik, (* 9. července 1974 Bratislava) je slovenský hudební producent, manažer a scenárista.

## Život
Studoval scenáristiku na Vysoké škola múzických umění v Bratislavě.
V letech 1995–1999 pracoval jako výkonný ředitel slovenské pobočky gramofonového vydavatelství EMI Stal se jejím nejmladším výkonným ředitelem. Roku 1998 dovedl společnost EMI na Slovensku k historicky nejúspěšnějšímu hospodářskému výsledku, s čtvrtinovým tržním podílem. Poté dva roky vedl ukrajinskou pobočku EMI a osm let východoevropskou pobočku společnosti Warner Music ve Vídni. Byl u zrodu produkční agentury TATA a po určitý čas působil jako vedoucí centra výroby a vývoje ve slovenské televizi Markíza.
Ve svých 29 letech objevil talentovanou zpěvačku Ruslanu, která vyhrála soutěž Eurovize. Podílel se mimo jiné na organizaci historicky prvního koncertu Madonny v Moskvě. Agenturně a manažersky zastupoval např. švédského zpěváka Basshuntera, který vyhrál Britskou hitparádu. Udržuje přátelské vztahy s umělci jako Phil Collins, Shaggy, Arash, Ville Valo (zpěvák HIM), Anastacia, Natasha Bedingfield nebo Sean Paul.
Od roku 2010 je jedním z porotců v soutěžním televizním pořadu Česko Slovensko má talent vysílaném stanicemi Prima a JOJ. V rozhovoru pro MusicServer.cz v říjnu 2012 mimo jiné uvedl: „Myslím, že jsem vzorovou ukázkou telebrity. Jsem populární mezi lidmi, mezi kterými jsem populární být nechtěl. Jsem populární díky své přítomnosti v talentové soutěži a ne díky těm dvěma desetiletím práce na své kariéře. Domnívám se, že moje popularita skončí několik týdnů po posledním účinkování v televizní show.“
V roce 2011 vydal biografickou knihu Nejde o talent o své dvacetileté kariéře v hudebním a zábavním průmyslu a o svých názorech na tyto oblasti.
V červnu 2012 vzbudila mediální rozruch skutečnost, že ve věku 18 let natočil dva pornografické filmy s gay tematikou. Jednalo se o snímky Accidental Lovers a Nighthawken, vydané v letech 1993, resp. 1996 pod značkou studia Falcon International a určené pro americký trh. Účinkoval v nich pod pseudonymem Roman Gregor. Druhý ze snímků získal v roce 1997 cenu Grabby za nejlepší mezinárodní video. S informací o tomto účinkování přišel veřejně slovenský týdeník Plus 7 dní. Slávik v rozhovoru pro časopis Instinkt v září 2012 uvedl, že jej vydavatelství týdeníku začalo vydírat, načež učinil veřejné prohlášení v deníku Nový čas. Své účinkování v pornografii komentoval pro Instinkt slovy: „Všichni touží, abych dal najevo výčitky svědomí a upřímnou lítost. Samozřejmě, že se tím, co jsem tehdy natočil, nijak nechlubím, nejsem na to ani trochu pyšný, ale na druhou stranu jsem nikoho neokradl, nezranil ani nezabil. Byl jsem mladý, svobodný a udělal jsem hloupost.“ I když celá záležitost proběhla médii krátce před vysíláním třetího ročníku soutěže Česko Slovensko má talent, televize jej opět obsadila do role porotce. Jaro Slávik však vyjádřil přesvědčení, že v souvislosti s aférou přišel o poměrně hodně zakázek.
Žije v Bratislavě-Jarovcích. Je ženatý s manželkou Andreou a má dva syny.